# Samsung
A Samsung Group (hangul: 삼성그룹, Szamszong Kurup, handzsa: 三星그룹, RR: Samseong Geurup), röviden Samsung a legnagyobb dél-koreai óriás ipari konglomerátum, azaz csebol, melynek bevételei a dél-koreai GDP 20%-át teszik ki. A cégcsoport az ország exportjának egyötödéért felelős. Leányvállalata, a Samsung Electronics bevételei alapján 2009-ben a világ első számú technológiaipari cége volt, 2012-ben az Apple mögött a második. A Fortune 500 listáján 2011-ben a 22. helyen szerepelt. A Samsung C&T építette a világ legmagasabb épületeit, többek között a Burdzs Kalifát, a Petronas-ikertornyokat és a Taipei 101-t.
A cég nevének jelentése „három csillag”, a hármas szám a hatalmasság, a nagyság képviselője, míg a csillagok a végtelenséget szimbolizálják. A cég ellipszis alakú kék logóját a Lippincott tervezte.

## Története

### 1938-tól 1970-ig
1938-ban Lee Byung-chul (1910–1987) nagy uradalmi családja elköltözött Uiryeong megyéből a közeli Tegu városba, és megalapította a Samsung Sanghoe-t (삼성 상회, 三星 商會). A Samsung kis kereskedelmi cégként indult, negyven alkalmazottal, Su-dongban (most Ingyo-dong). A kezdetekben először szárított halakkal, helyben termesztett élelmiszerekkel és tésztával foglalkozott. A cég fokozatosan növekedett, ezért Lee 1947-ben elköltözött Szöulba. Amikor a koreai háború kitört, kénytelen volt elhagyni Szöult. Később létrehozott egy cukorfinomítót Busanban, Cheil Jedang néven. 1954-ben Lee megalapította Cheil Mojik-t és épített egy gyárat Chimsan-dongba, Daegu-ba. Ez volt a legnagyobb gyapjú malom az országban.
A Samsung sok különböző területen kereskedett. Lee igyekezett hogy a Samsung minden iparágban ott legyen. A cég olyan üzletágakban terjeszkedett, mint a biztosítások, az értékpapírok és a kiskereskedelem.
1947-ben Cho Hong-jai, a Hyosung-csoport alapítója, közösen befektetett egy új cégbe, a Samsung Mulsan Gongsa-ba vagy a Samsung Trading Corporation-be, a Samsung alapítójával, Lee Byung-chull-al. A kereskedelmi vállalat a mai Samsung C&T Corporation lett. Néhány év elteltével Cho és Lee a vezetési stílusuk különbségei miatt különváltak. Cho 30 százalékos részesedést akart. A Samsung Csoportot és a Hyosung csoportot, a Hankook Tire és más vállalkozások között választották el.
Az 1960-as évek végén a Samsung Group belépett az elektronikai iparba. Számos elektronikai céget indított el, mint például a Samsung Electronics Devices-t, a Samsung Electro-Mechanics-t, a Samsung Corning-ot és a Samsung Semiconductor & Telecommunications-t, és létrehozta a Suwon-i létesítményt. Első terméke a cégcsaládnak egy fekete-fehér televízió volt.

### 1970-től 1990-ig
1980-ban a Samsung megvásárolta a Gumi városában lévő Hanguk Jeonja Tongsin-t és belépett a telekommunikációs hardverek piacára. Korai termékei kapcsolótáblák voltak. A létesítményt később telefon- és faxrendszereket készítő gyárrá alakították, illetve később a Samsung mobiltelefon-gyártásának központjává vált. Napjainkra már több mint 800 millió mobiltelefont gyártottak ott. A vállalat az 1980-as években csoportosította a cégeket Samsung Electronics név alatt.
Az alapító Lee halála után 1987-ben, a Samsung csoport négy üzleti részre volt osztva: a Samsung csoportra, a Shinsegae csoportra, a CJ csoportra és a Hansol csoportokra. A Shinsegae (diszkontáruház, áruház) eredetileg a Samsung csoport részét képezte, az 1990-es években viszont szét lett választva a Samsung csoport, a CJ csoport (Étel / Vegyszerek / Szórakozás / Logisztika) és a Hansol csoport (Papír / Távközlés) között. Ma ezek a szétválasztott csoportok függetlenek, és nem tartoznak a Samsung csoporthoz. A Hansol-csoport képviselője azt mondta: "Csak az üzleti világot szabályozó törvényeket nem ismerő emberek hihetnek valamit abszurdnak", hozzátéve: "Amikor a Hansol-csoport 1991-ben elkülönült a Samsung Csoporttól, az összes fizetési garanciát és a Samsung leányvállalataival való kapcsolattartást megszüntette.” A Hansol-csoport forrása azt állította: "A Hansol, Shinsegae és CJ csoportok a Samsung csoporttól való elválasztásuk óta független irányítás alatt áll". A Shinsegae áruház ügyvezető igazgatója elmondta: "A Shinsegae-nek nincsenek fizetési garanciái a Samsung Csoporthoz".
Az 1980-as években a Samsung Electronics nagymértékben fektetett be a kutatásba és a fejlesztésbe, olyan beruházásokba, amelyek kulcsfontosságú szerepet játszottak a vállalatnak a globális elektronikai ipar élvonalában. 1982-ben egy televíziós szerelőüzemet épített Portugáliában; 1984-ben egy üzemet New Yorkban; 1985-ben Tokióban épített üzemet; 1987-ben egy létesítményt épített Angliában; egy másik létesítményt pedig Austinban, Texasban, 1996-ban. 2012-től a Samsung több mint 13 000 000 000 dollárt fektetett be az austini létesítményébe, amely Samsung Austin Semiconductor néven működik. Ez Austin városában a legnagyobb külföldi befektetés, sőt Texasban is, és az egyik legnagyobb külföldi befektetés az Egyesült Államokban is.

### 1990-től 2000-ig
A Samsung nemzetközi társaság lett az 1990-es években. A Samsung építési ága szerződést kötött a Malajziában található két Petronas-torony egyikének, Tajvan 101-es tajvani építményének és az Egyesült Arab Emírségekben található Burj Khalifa-nak megépítésére. 1993-ban Lee Kun-hee a Samsung-csoport tíz leányvállalatát értékesítette, csökkentette a vállalatot, és egyesítette az cég tevékenységeit, hogy három iparágra összpontosítson a cégcsoport: elektronika, mérnöki munka és vegyszerek. 1996-ban a Samsung-csoport megvásárolta a Sungkyunkwan Egyetem alapítványát.
A Samsung 1992-ben lett a világ legnagyobb memóriakártya-gyártója, és az Intel után a világ második legnagyobb chipgyártója (lásd a World Top 20 Semiconductor Market Share rangsorát évenként). 1995-ben létrehozta első folyadékkristályos kijelzőjét. Tíz évvel később a Samsung a világ legnagyobb folyadékkristályos kijelzőpanel-gyártója lett. A Sony, amely nem fektetett be nagy méretű TFT-LCD-be, kapcsolatba lépett a Samsunggal, és 2006-ban az S-LCD a Samsung és a Sony közös vállalkozásaként jött létre annak érdekében, hogy mindkét gyártó számára stabil ellátást biztosítson az LCD panelek számára. . Az S-LCD a Samsung (50% plusz egy részvény) és a Sony (50% mínusz egy részvény) tulajdonában volt, és gyárakkal illetve létesítményekkel rendelkeztek Tangjungban, Dél-Koreában. 2011. december 26-án bejelentették, hogy a Samsung megvásárolta a Sony részesedését ebben a közös vállalkozásban.
A többi koreai vállalathoz képest a Samsung viszonylag gyengébb volt az 1997-es ázsiai pénzügyi válság miatt. A Samsung Motort ezért jelentős veszteséggel értékesítették a Renault-nak. 2010-től a Samsung Motorban a Renault részesedése 80,1 százalék, míg a Samsungnak 19,9 százalék. Emellett a Samsung az 1980-as évektől 1990-es évek végéig sok repülőgépet gyártott. Végül alakult egy vállalat 1999-ben Korea Aerospace Industries (KAI) néven, amely a Samsung Aerospace, a Daewoo Heavy Industries és a Hyundai Space és Aircraft Company három hazai nagy repülőgép-divíziója egyesülésének eredménye. A Samsung azonban továbbra is csak repülőgép-motorokat és gázturbinákat gyárt.

### 2000-től napjainkig
2010-ben a Samsung tízéves növekedési stratégiát jelentett be öt vállalkozásra összpontosítva . Ezek közül az egyiknek a biogyógyszerekre kellett összpontosítania, amelyhez 2 100 000 000 000 vont adtak.
2012 első negyedévében a Samsung Electronics a világ legnagyobb mobiltelefongyártója lett az egységértékesítéssel, leelőzve a Nokiát, amely 1998 óta volt piacvezető.

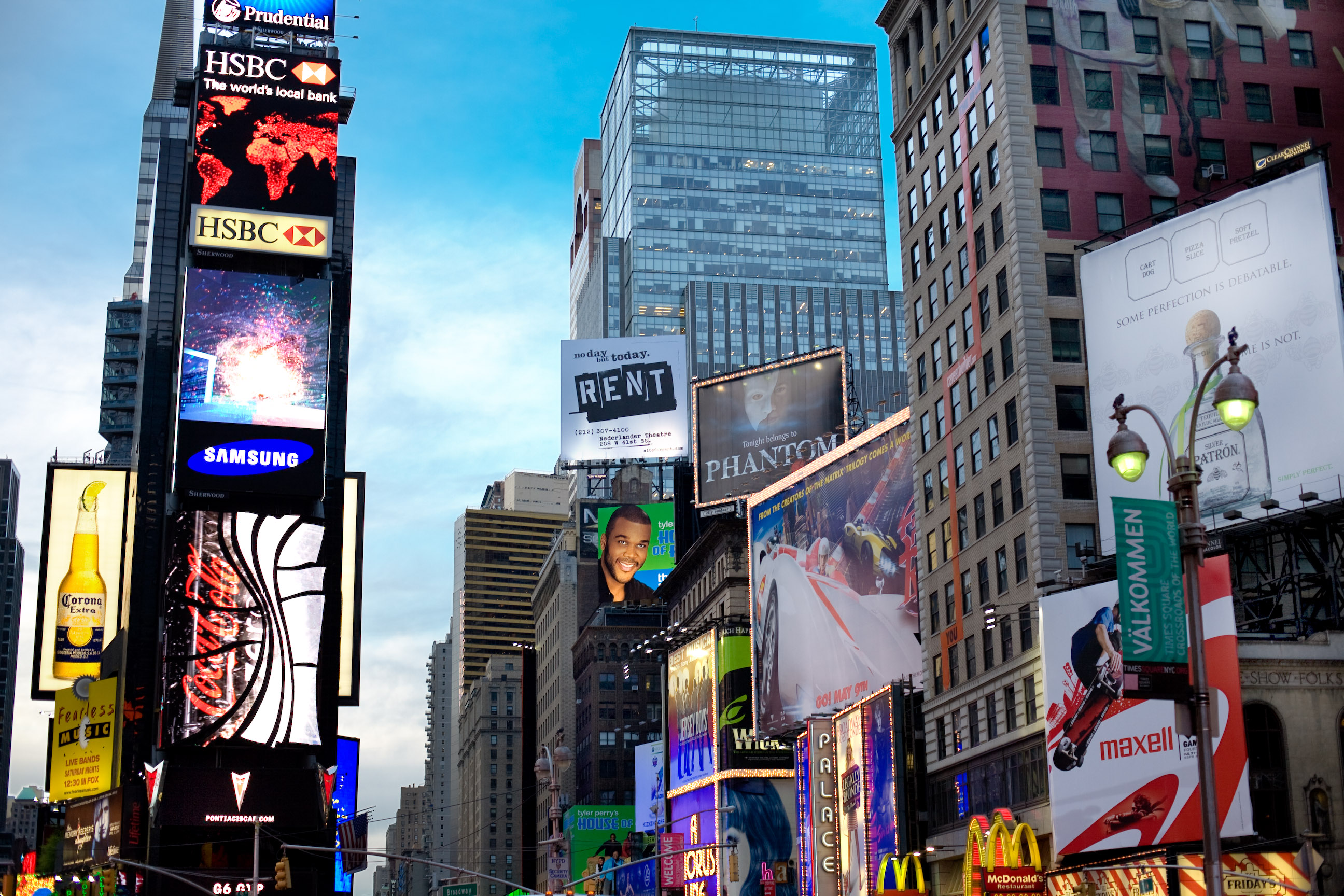
A híres Samsung jel a New York-i Times Squaren

2012. augusztus 24-én kilenc amerikai bíró úgy döntött, hogy a Samsung Electronicsnak 1,05 milliárd dollárt kell fizetnie az okostelefon-technológia hat szabadalmának megsértése miatt. A díj még mindig kevesebb, mint az Apple által kért 2,5 milliárd dollár. A határozat azt is kimondta, hogy az Apple nem sérti az ügyben idézett hat Samsung szabadalmat. A Samsung megvétózta a döntést, amely szerint a lépés az ágazat innovációját károsíthatja . Ezt egy dél-koreai ítélet is követett, amelyben megállapította, hogy mindkét vállalat bűnös az egymás szellemi tulajdonának megsértésében . A döntést követő első kereskedelmi nap során a Samsung részvényei a Kospi-indexen 7,7% -kal csökkentek, ami a legnagyobb esés 2008. október 24-e óta. Az Apple aztán megpróbálta betiltani nyolc Samsung telefon értékesítését (Galaxy S 4G, Galaxy S2 AT & T, Galaxy S2 áthidaló, Galaxy S2 T-Mobile, Galaxy S2 Epic 4G, Galaxy S bemutató, Droid töltés és Galaxy) az Egyesült Államokban , amelyet a bíróság megtagadott .
2015-ben a Samsung több amerikai szabadalmat kapott, mint bármely más vállalat - beleértve az IBM-t, a Google-t, a Sony-t, a Microsoftot és az Apple-t is. A vállalat december 7-én 7 679 közüzemi szabadalmat kapott.
2016. augusztus 2-án a Samsung Electronics bemutatta a Galaxy Note 7 okostelefonját , amely 2016. augusztus 19-én került értékesítésre. 2016. szeptember elején azonban a Samsung felfüggesztette a telefon értékesítését, és informális visszahívást jelentett be. Ez akkor következett be, amikor a telefonok egyes egységei túlzott hőt termeltek, ami tüzet és robbanást eredményezett. A Samsung egy új verzióval helyettesítette a telefonokat; később azonban kiderült, hogy a Galaxy 7-es telefonok új verziója is hibás volt. A Samsung 2016. október 10-én visszahívta az összes Galaxy Note 7 okostelefont, és a következő nap véglegesen befejezte a telefon gyártását.

## Fordítás
- Ez a szócikk részben vagy egészben  a   Samsung című angol Wikipédia-szócikk ezen változatának fordításán alapul.  Az eredeti cikk szerkesztőit annak laptörténete sorolja fel. Ez a jelzés csupán a megfogalmazás eredetét és a szerzői jogokat jelzi, nem szolgál a cikkben szereplő információk forrásmegjelöléseként.